# Haing S. Ngor

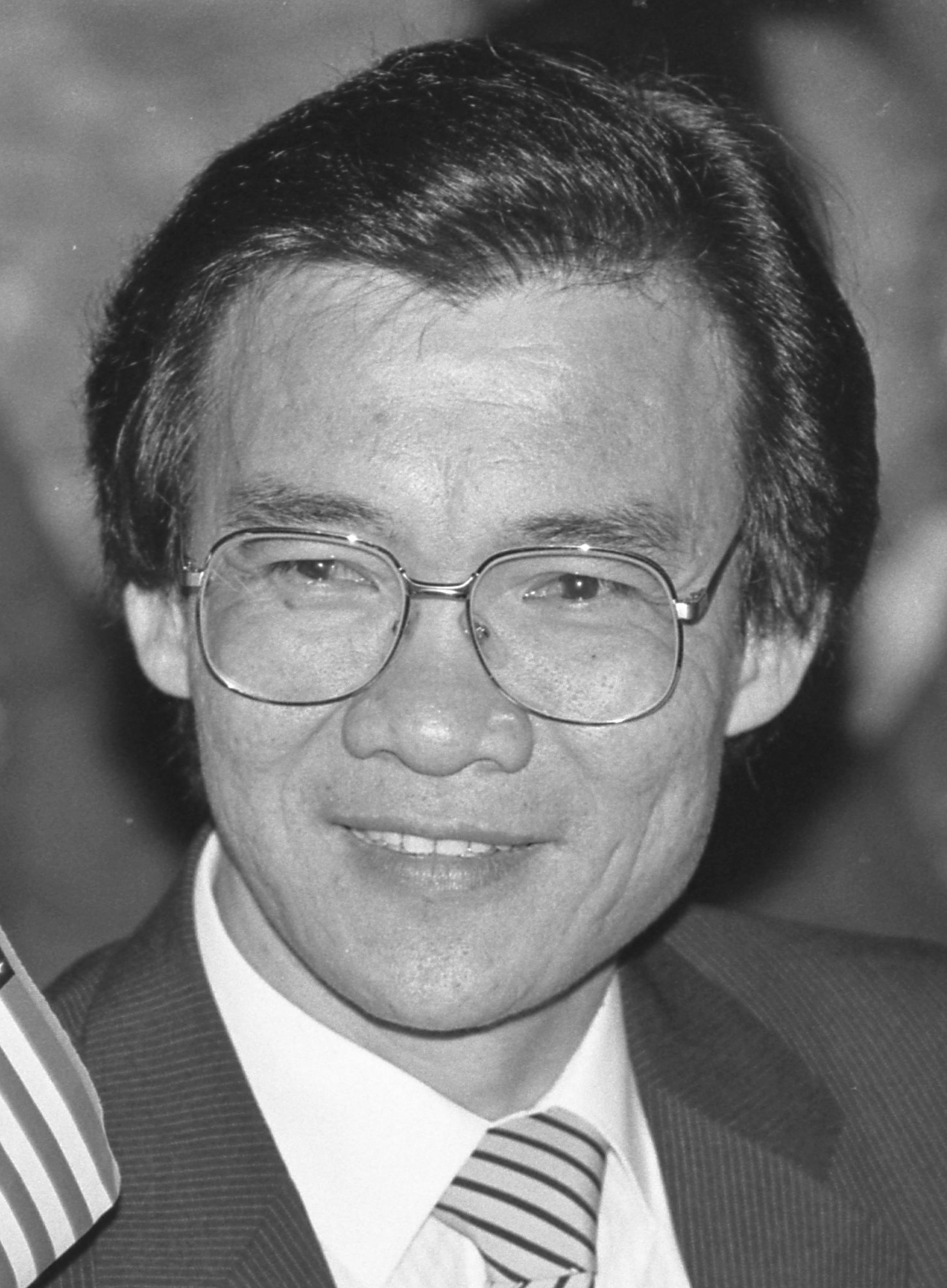
Haing S. Ngor (1986)

Haing S. Ngor (* 22. März 1940 in Samrong Young, Kambodscha; † 25. Februar 1996 in Los Angeles, USA) war ein kambodschanischer Gynäkologe und Schauspieler. Für seine Darstellung des Dith Pran in dem Film The Killing Fields – Schreiendes Land, eines Journalisten, der das Terrorregime der Roten Khmer überlebte und vier Jahre in Arbeitslagern verbrachte, erhielt er 1985 den Oscar als bester Nebendarsteller.

## Leben
Ngor, selbst Überlebender der Killing Fields, konnte sich dem von Pol Pot angeordneten Massenmord an Intellektuellen nur entziehen, indem er seinen Beruf verheimlichte. So musste er hilflos mit ansehen, wie seine Frau, die in demselben Arbeitslager wie er untergebracht war, bei der Geburt ihres Kindes starb – hätte er eingegriffen, wäre nicht nur er, sondern auch sie hingerichtet worden. Nach dem Zusammenbruch des Regimes der Roten Khmer im Jahr 1979 arbeitete Ngor als Arzt in einem Flüchtlingslager in Thailand. Am 30. August 1980 wanderte er in die USA aus.
1988 veröffentlichte Ngor das Buch Haing Ngor: A Cambodian Odyssey, in dem er sein Leben in Kambodscha unter den Roten Khmer beschreibt. In der zweiten Ausgabe, die unter dem Titel Survival in the Killing Fields erschien, schildert Koautor Roger Warner in einem Nachwort das Leben von Ngor nach der Oscarauszeichnung. In den 1980er und 1990er Jahren war er als Schauspieler in Fernsehserien und Spielfilmen zu sehen.
Am 25. Februar 1996 wurde Ngor vor seinem Apartment in Los Angeles von den Mitgliedern einer Straßenbande erschossen. Da ihm neben seiner Rolex-Uhr auch ein Medaillon mit dem Foto seiner verstorbenen Frau gestohlen wurde, nicht aber mehrere hundert Dollar, die er bei sich getragen haben soll, wurde spekuliert, die Täter könnten im Auftrag von Sympathisanten der Roten Khmer gehandelt haben. Später hat sich herausgestellt, dass er durch Zufall Opfer einer asiatischen Jugendbande wurde, deren Mitglieder Geld für Drogen brauchten.

## Filmografie
- 1984: The Killing Fields – Schreiendes Land (The Killing Fields)
- 1987: P.O.W. – Prisoner of War (In Love and War)
- 1987: Operation Eastern Condors (Eastern Condors)
- 1993: Mein Leben für dich (My Life)
- 1993: Zwischen Himmel und Hölle (Heaven & Earth)
- 1996: Hit Me

## Auszeichnungen
- 1985: Academy Award
  - Oscar als Bester Nebendarsteller – The Killing Fields

- 1985: Golden Globe
  - Golden Globe als Bester Nebendarsteller – The Killing Fields

- 1984: BAFTA Award
  - als Bester Darsteller – The Killing Fields
  - Bester Newcomer - The Killing Fields

- 1985: Boston Society of Film Critics Award
  - als Bester Darsteller – The Killing Fields